# Réaction d'Eschweiler-Clarke
La réaction d'Eschweiler-Clarke, aussi appelée méthylation d'Eschweiler-Clarke, est une réaction d'amination réductrice par laquelle une amine primaire ou secondaire est méthylée, par un excès d'acide formique et de formaldéhyde. Ces conditions ne produisent pas de sels d'ammonium[réf. nécessaire]. Cette réaction tient son nom de Wilhelm Eschweiler et Hans Thacher Clarke qui l'ont développée en 1905 et 1913.

## Mécanisme
La réaction commence par la formation d'une imine avec le formaldéhyde. Ensuite l'acide formique réduit l'imine en amine secondaire. La force motrice de la réaction vient du dégagement de dioxyde de carbone. La formation de l'amine tertiaire suit le même processus mais est plus lente en raison de la difficulté de formation du cation iminium.